# بخش پری (شهرستان وود، اوهایو)
بخش پری (به انگلیسی: Perry Township) یک منطقهٔ مسکونی در ایالات متحده آمریکا است که در شهرستان وود، اوهایو واقع شده‌است.
 بخش پری ۹۱٫۱ کیلومتر مربع مساحت و ۱٬۶۰۵ نفر جمعیت دارد و ۲۲۲ متر بالاتر از سطح دریا واقع شده‌است.